# Quinquennio d'oro
(Guido Luguori e Antonio Smargiasse, Calcio e Neocalcio: Geopolitica e prospettive del football in Italia, 2003.)

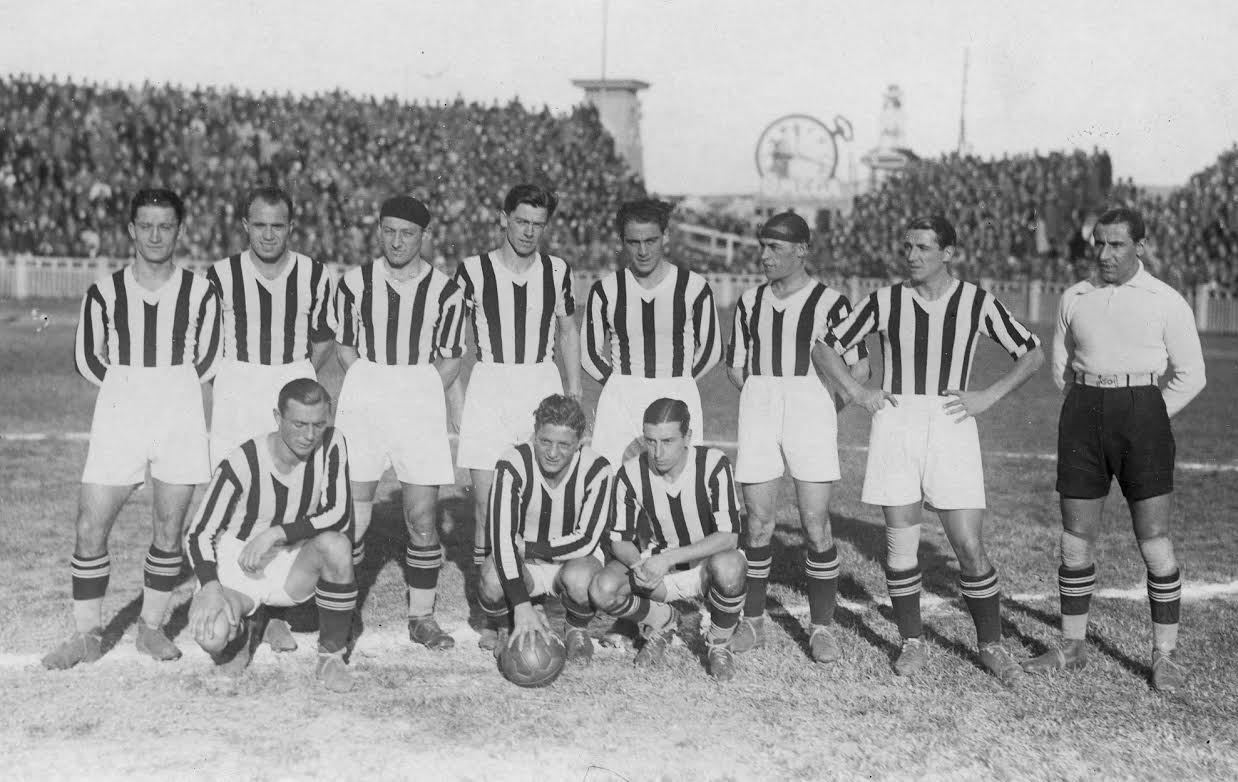
Una formazione della Juventus nella stagione 1930-31, all'alba del Quinquennio d'oro

Il Quinquennio d'oro, anche noto come Quinquennio o la Juventus del Quinquennio, è il periodo storico di cinque anni della società calcistica italiana Foot-Ball Club Juventus compreso nella prima metà degli anni 1930, in cui monopolizzò il calcio tricolore, stabilendo un record durato per le successive ottantadue stagioni.
Composta da calciatori di rilievo, tra i quali Gianpiero Combi, il capitano Virginio Rosetta, Umberto Caligaris, Giovanni Ferrari e Felice Borel, assieme agli oriundi Luis Monti, Renato Cesarini e Raimundo Orsi, la Juventus divenne la prima formazione nella storia del calcio italiano a vincere cinque campionati nazionali consecutivi, titoli conquistati tra il 1930-31 e il 1934-35, essendo per ciò premiata dalla Federazione Italiana Giuoco Calcio (FIGC) con la Coppa Umberto Meazza nel 1939. Contemporaneamente raggiunse le semifinali della Coppa dell'Europa Centrale per quattro anni consecutivi, confermandosi una delle migliori squadre continentali del periodo interbellico.
Allenatore della Juventus in quattro delle cinque vittoriose stagioni fu Carlo Carcano, uno dei fautori del Metodo, mentre molti giocatori di quella compagine andarono a formare il nucleo della rappresentativa nazionale italiana che si aggiudicò le vittorie nella Coppa Internazionale, progenitrice sia del campionato d'Europa sia della Coppa Rimet. Nel pieno di tale periodo, importante anche per l'enorme impatto sociale che aveva generato – e che la fece diventare la prima entità sportiva italiana con una tifoseria di carattere «nazionale» oltreché un tassello di rilievo nella costruzione di un'identità di nazione –, la società torinese inaugurò nel 1933 lo stadio Municipale.

## Lo schema tattico

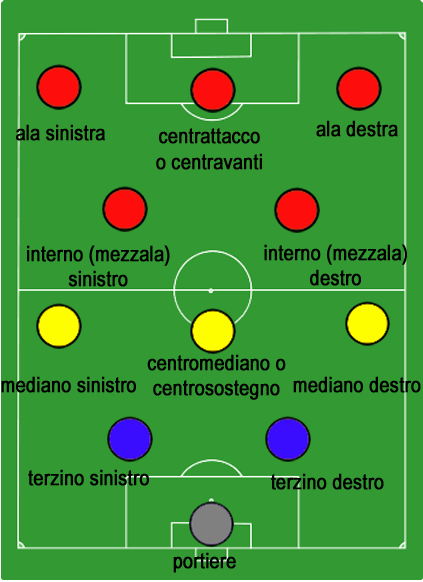
Disposizione dei calciatori sul campo secondo lo schema tattico del Metodo

La Juventus della prima metà degli anni 1930 utilizzò il Metodo, un innovativo – per l'epoca – schema tattico applicato contemporaneamente dalla nazionale italiana, di cui l'allenatore Carlo Carcano era uno dei fautori insieme al commissario tecnico Vittorio Pozzo. Tale indirizzo di gioco fu prodotto di una derivazione delle tattiche applicate dalla Scuola Danubiana durante il terzo e il quarto decennio del XX secolo. Il suo modulo innovativo 2-3-2-3 o «WW» (cfr. la disposizione dei giocatori nell'immagine a fianco), che è stato derivato invece del modulo tattico definito come la Piramide di Cambridge (2-3-5), prevedeva il sostegno degli attaccanti interni della squadra, Cesarini – specializzato nel segnare gol decisivi allo scadere delle partite – e Ferrari, alle funzioni del «centromediano metodista» Monti (punto di riferimento fra la difesa e l'attacco), principalmente alla costruzione del gioco, mentre i due mediani laterali, Varglien I e Bertolini, affrontavano le ali delle squadre avversarie; il fronte difensivo, affidato al celebre trio Combi-Rosetta-Caligaris, acquisì maggior sicurezza e il centrocampo beneficiò di una maggior consistenza numerica che nelle formazioni precedenti. Inoltre, tale schema rese possibile la realizzazione di manovre di attacco e contrattacco più veloci ed efficaci che nel decennio precedente. Il fronte di attacco bianconero, con calciatori degni di nota come le ali Sernagiotto e Orsi e il centravanti Vecchina e poi Borel II, con il contributo delle mezzali prima nominate, fu artefice della maggior parte delle 434 reti segnate dalla squadra in partite ufficiali durante il periodo (384 in tornei nazionali e 50 nelle coppe).

## Le stagioni

### Stagione 1930-31: l'arrivo di Carlo Carcano
Nel 1930 la Juventus si rafforzò con l'ex difensore dell'Alessandria e della nazionale italiana, Carlo Carcano (che è stato invece collaboratore in ambito della preparazione atletica e allenatore in seconda della Squadra Azzurra), al fronte della squadra torinese in sostituzione dello scozzese Aitken, con l'interno Giovanni Ferrari, altro ex giocatore grigio, e con il centrocampista Luigi Bertolini e il centravanti Giovanni Vecchina.

Da sinistra: Raimundo Orsi, Giovanni Vecchina e Federico Munerati, tra i protagonisti nella genesi della Juve del Quinquennio

Con l'allenatore-psicologo Carlo Carcano, il primo ad avere vinto quattro scudetti di fila nella storia del calcio italiano, la Signora infilò all'inizio del campionato 1930-31 otto vittorie in fila, guadagnando 16 punti sui 16 disponibili – un record per le successive 74 stagioni – e, dopo un testa a testa con la Roma dell'attaccante Rodolfo Volk dalla ventiduesima giornata e poi, la vittoria del 21 giugno per 1 a 0 a Milano contro i campioni in carica dell'Ambrosiana-Inter nella 33ª giornata, si laureò campione d'Italia con una grande prestazione di Raimundo Orsi (terzo maggior marcatore stagionale con 20 reti). La Juventus ha vinto il suo terzo scudetto con 55 punti (4 lunghezze di vantaggio rispetto ai giallorossi a fine torneo), 79 reti a favore e 37 contro.
In ambito internazionale, la Signora raggiunse i quarti di finale della Coppa dell'Europa Centrale, ma fu battuta dallo Sparta Praga cecoslovacco degli attaccanti Oldřich Nejedlý e František Kloz per 3 reti a 2 nello spareggio del 2 settembre 1931 dopo un'eliminatoria molto combattuta (2-1 all'andata del 12 luglio; 0-1 al ritorno del 22 luglio).

### Stagione 1931-32: il quarto scudetto e la semifinale di Coppa dell'Europa Centrale

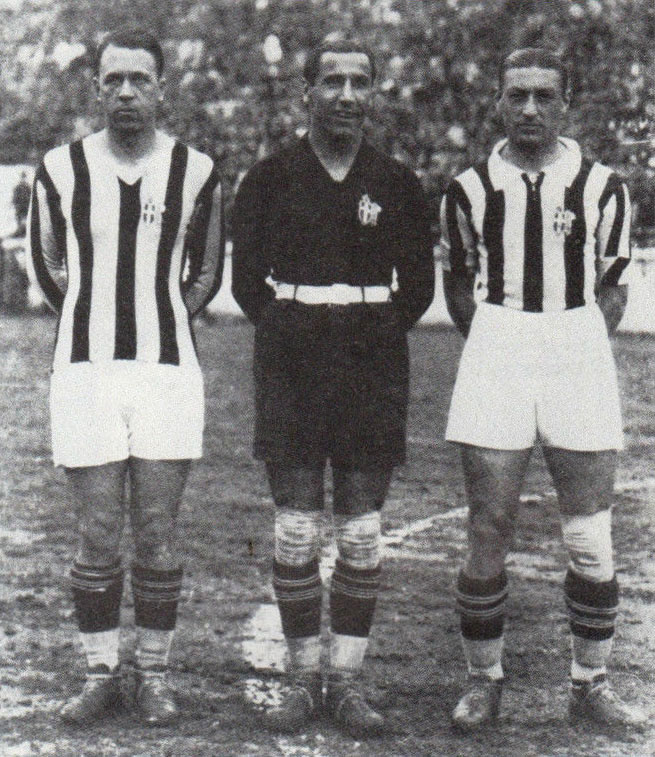
Il trio difensivo della Juventus e della nazionale italiana tra gli anni 1920 e 1930; da sinistra: il terzino destro nonché capitano della squadra Virginio Rosetta – il primo calciatore professionista in Italia –, il portiere Gianpiero Combi e il terzino sinistro Umberto Caligaris, tutti e tre campioni del mondo nel 1934

La stagione successiva diventò una battaglia testa a testa, soprattutto nel girone di ritorno, tra la Juventus, campione in carica, e «Il Bologna che tremare il mondo fa» di Angelo Schiavio, squadra capolista durante la maggior parte del torneo. La vittoria bianconera in rimonta per 3 reti a 2 contro i bolognesi il 1º maggio 1932 allo stadio di Corso Marsiglia a Torino, è stato fondamentale per la vittoria del suo secondo scudetto consecutivo e quarto della sua storia, arrivato con l'apporto di Luigi Bertolini e Luis Monti, oltreché dell'oriundo brasiliano Pedro Sernagiotto a raccogliere il testimone di Federico Munerati, dopo la vittoria per 3 reti a 0 contro il Brescia il 29 maggio dello stesso anno. Madama finì il campionato con 54 punti, uno in meno della stagione precedente (4 davanti agli emiliani e 14 sui romanisti), 89 reti effettuate e 38 subite, ovvero il più forte attacco del torneo. Da notare le dieci vittorie di fila della Juventus nel girone di ritorno del campionato (un record imbattuto per 74 anni nel calcio nazionale), il trionfo del 6 marzo 1932 a Corso Marsiglia per 7 reti a 1 contro la Roma, la maggior sconfitta romanista da sempre in campionato – che rappresentò, agli occhi dei tifosi juventini di quegli anni, la rivincita di quella pesante sconfitta subita nella Città Eterna un anno prima – e gli incontri diretti tra l'argentino Monti e il bolognese Schiavio, «nemici» nel campionato, ma entrambi membri della nazionale calcistica. Nel piano societario il barone Giovanni Mazzonis diventò il «braccio destro» operativo del presidente Edoardo Agnelli.
La formazione bianconera si classificò per la prima volta alle semifinali della Coppa dell'Europa Centrale nel 1932, dopo aver sconfitto il Ferencváros ungherese del centravanti György Sárosi per 4 reti a 0 nella gara di andata il 29 giugno a Torino (reti di Orsi e Sernagiotto, e doppietta di Cesarini), e dopo aver pareggiato 3 a 3 nella gara di ritorno disputata a Budapest quattro giorni dopo. In tale partita l'arbitro austriaco Braun aveva fischiato tre calci di rigore, che suscitarono forti polemiche, in favore dei magiari, di cui due vennero assegnati nel giro di quattro minuti.
Nelle semifinali la squadra italiana incontrò lo Slavia Praga, una delle squadre più prestigiose dell'epoca che rappresentò il nucleo della nazionale cecoslovacca seconda classificata alla Coppa Rimet del 1934. Nella prima partita, giocata il 6 luglio 1932 a Praga, il pubblico cecoslovacco invase il campo di gioco come risultato di tensioni tra lo juventino Cesarini e il massaggiatore dello Slavia generatesi a seguito di un'entrata di "Viri" Rosetta sull'ala cecoslovacca Antonín Puč. L'arbitro Braun – quello della gara di ritorno tra la Juventus e il Ferencváros – riprese il gioco e concesse, dopo aver sospeso la gara per dieci minuti ed espulso Cesarini, un rigore dubbio all'86' allo Slavia, che rappresentò il 4 a 0 finale in favore della formazione del capoluogo centroeuropeo.

Festeggiamenti tra tifosi e calciatori juventini il 29 maggio 1932 per il 4º scudetto della società torinese – il 2º del Quinquennio –, dopo il successo 3-0 sul a Corso Marsiglia, per la 32ª giornata del campionato 1931-32

La gara di ritorno si giocò quattro giorni dopo sul campo di Corso Marsiglia. Alla fine del primo tempo, la Juventus vinceva per 2 a 0 con reti di Renato Cesarini, capocannoniere del torneo con 5 reti, e di "Mumo" Orsi. All'inizio della seconda parte della partita, il portiere dello Slavia František Plánička – insieme a Combi e Zamora, il miglior portiere della sua epoca –, si accasciò al suolo «come morto» mentre l'azione di gioco era lontana dalla sua area, probabilmente colpito da una pietra lanciata dai sostenitori juventini, infastiditi per il gioco eccessivamente ostruzionistico degli ospiti, ma quello fu un evento mai verificato. I suoi compagni dapprima lo circondarono e poi lo trasferirono di peso negli spogliatoi, senza ritornare più in campo. Lo Slavia, infatti, si ritirò e, conseguentemente, il direttore di gara Miesz sospese la partita. I medici della Juventus visitarono negli spogliatoi il portiere cecoslovacco ma non riscontrarono tracce di lesioni. Poteva essersi trattato di un malore, ma si sospettò subito che questo gesto antisportivo della formazione ospite non servisse altro che a ottenere a tavolino la qualificazione per la finale. I giocatori bianconeri, convinti della loro innocenza, andarono in vacanza per riposarsi, in attesa della finale, programmata all'inizio per la fine di agosto dello stesso anno, ma mai disputata, in quanto il Comitato Organizzatore della Coppa, con un provvedimento molto controverso, squalificò entrambe le squadre e assegnò d'ufficio il titolo di campione all'altra squadra finalista del torneo, il Bologna.

### Stagione 1932-33: il tris nazionale
Nella stagione 1932-33 arrivò a Torino il vercellese Teobaldo Depetrini, e fece il suo debutto, a 18 anni, il giovane centravanti Felice Borel, capocannoniere del campionato con ben 29 reti in 28 partite e, con il passare degli anni, uno dei più forti attaccanti che la Signora, e anche la nazionale italiana, abbia mai avuto nella sua storia.
L'inizio del campionato fu amaro per i bianconeri: due sconfitte nelle tre prime giornate in trasferta, contro l'Alessandria per 3 reti a 2 e contro il Napoli di Attila Sallustro per 1 a 0. Nonostante ciò, la Juventus raggiunse il primo posto del campionato dopo aver sconfitto il Torino nel derby alla 10ª giornata, la settima di una serie di nove vittorie consecutive nella massima divisione. Con un notabile girone di ritorno (13 vittorie in 17 scontri), la squadra juventina si laureò tricampione d'Italia con due giornate d'anticipo sulla fine del torneo dopo aver battuto il Milan per 3 reti a 0 nella gara decisiva del 16 giugno 1933. I bianconeri chiudono con 54 punti in campionato (otto punti in più rispetto all'Ambrosiana e quattordici sugli emiliani e partenopei, le pretendenti allo scudetto), 83 reti a favore e 23 contro, entrambi record del torneo. Da notare l'incontro di calcio del 18 dicembre 1932 a Torino (Juventus 3-0 Ambrosiana Inter): si giocò con presenza di 14 000 spettatori allo stadio di Corso Marsiglia e un incasso di 140 000 lire.

Felice Placido Borel, capocannoniere della Serie A nelle stagioni 1932-33 e 1933-34, in azione con la divisa bianconera

Il giornalista Mario Pennacchia descrisse così il momento in cui la squadra bianconera raggiunge, per la prima volta, il primo posto di quel campionato e il suo impatto nella società italiana:
(Mario Pennacchia, Gli Agnelli e la Juventus, 1985)
Nei quarti di finale della Coppa dell'Europa Centrale la Juventus incontrò l'Újpest. La doppia vittoria della squadra torinese (4-2 nell'andata e 6-2 al ritorno ai fini giugno 1933) la classificò alle semifinali della Coppa dell'Europa Centrale per la seconda stagione consecutiva, ma la squadra fu battuta dall'Austria Vienna del celebre centravanti Mathias Šindelář, poi vincitore del torneo (0-3; 1-1). Da notare la prestazione di Raimundo Orsi, capocannoniere di tale competizione con 5 reti.

### Stagione 1933-34: l'ingresso allo stadio Municipale e laNazio-Juve
Nella stagione 1933-34 la Juventus fece il suo primo ingresso al più moderno impianto costruito in Italia di quegli anni: lo stadio Municipale Benito Mussolini (successivamente ribattezzato in "Comunale" e, dopo i giochi olimpici invernali del 2006, in "Olimpico"), al cui interno era stata predisposta una solida rete metallica alta due metri che dividesse i suoi 65.000 posti per il pubblico dal campo di gioco. Lo stadio fu inaugurato il 14 maggio 1933, rappresentando così il cambio della sede sociale bianconera da Corso Marsiglia a Via Bogino 12: il primo effettuato nel corso di undici anni. Tale impianto, situato in Via Filadelfia, è stato costruito per ospitare i Giochi Universitari Mondiali e poi, il campionato mondiale dell'anno successivo. La Juventus utilizzerà il Comunale (che, nel 1986, verrà intitolato a Vittorio Pozzo) per ospitare tutti i suoi incontri casalinghi fino alla vittoria nella finale della Coppa UEFA nella stagione 1989-90.
I bianconeri chiudono il girone d'andata del quinto campionato di Serie A con cinque punti di svantaggio sull'Ambrosiana di Giuseppe Meazza, nonostante quella differenza fu ridotta a un punto a favore dei rivali lombardi fino all'incontro diretto della ventisettesima giornata (Juventus 0-0 Ambrosiana-Inter il 1º aprile 1934). Nelle ultime sette partite di campionato la squadra bianconera inanellò sette vittorie, guadagnando quattordici punti sui quattordici disponibili, di cui furono notevoli i trionfi in trasferta del 25 aprile sul Brescia per 2 reti contro 1 – dove la squadra piemontese raggiunse la prima posizione del torneo per la prima volta nella stagione con 43 punti, uno in più rispetto all'Ambrosiana – e sulla Lazio per 2 a 0 quattro giorni dopo, dove la squadra torinese portò a quattro punti il suo vantaggio rispetto ai nerazzurri.
La Juventus si aggiudicò il titolo di campione d'Italia per la quarta stagione consecutiva con 53 punti, 88 reti a favore – il miglior blocco di attaccanti del torneo per il terzo anno consecutivo, con un totale di 100 realizzazioni nella stagione – e 31 gol contro. Il centrattacco juventino Borel II vinse la classifica marcatori del torneo per la seconda stagione consecutiva con 31 reti. Così fu descritta la quarta vittoria consecutiva della Juventus in campionato:

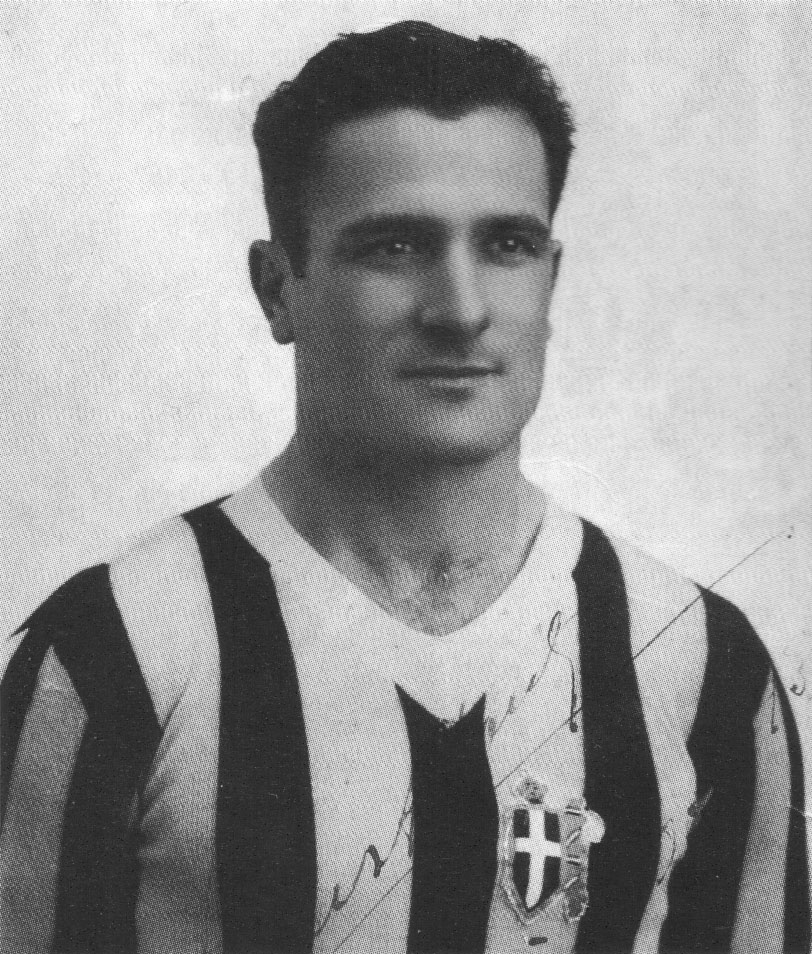
Il «centromediano che cammina» Luis Monti, uomo-cardine della squadra bianconera degli anni 1930 e campione del mondo nel 1934 con l'

Il calendario del campionato fu modificato nella seconda metà del girone di ritorno, come conseguenza della partecipazione della nazionale al mondiale di calcio in programma proprio in Italia. Gli azzurri vinsero il trofeo con ben nove giocatori della squadra torinese, di cui cinque titolari, tra i ventidue convocati: tale gruppo di calciatori, che era stato l'asse portante dell'Italia allenata da Pozzo dapprima nelle prime due edizioni della Coppa Internazionale (nei periodi 1927-1930 e 1931-1932), poi nella fase di preparazione pre-mondiale e quindi nella fase finale dell'edizione 1934, sarà ricordato come la Nazio-Juve; un concetto rafforzato nell'opinione pubblica anche dalla presenza di altri due tesserati juventini nello staff della rappresentativa nazionale, il preparatore atletico Guido Angeli e l'allenatore Carlo Carcano, quest'ultimo voluto dal commissario tecnico Pozzo come suo vice in occasione della vittoriosa competizione iridata.
Dopo avere vinto il titolo mondiale con la nazionale azzurra in qualità di capitano, il portiere Gianpiero Combi, già pluricampione d'Italia, lasciò la società juventina dopo undici anni; dopo il trionfo nella Coppa Internazionale nel 1935 arriverà per l'estremo difensore anche l'addio alla Squadra Azzurra e, infine, all'attività sportiva.

### Stagione 1934-35: Juventus pentacampione d'Italia
Nell'autunno del 1934 si ebbe un avvicendamento sulla panchina bianconera: al posto del allenatore Carcano (licenziato per pesanti insinuazioni sulla sua vita privata, all'epoca mal tollerate in Italia) subentrò l'ex giocatore Carlo Bigatto I, prima «bandiera» della storia juventina e considerato da molti l'archetipo del calciatore-allenatore.
Con un'età media della squadra molto elevata (33 anni di Monti, Orsi e Caligaris; 32 di Rosetta), la Juventus arruolò il giovane Alfredo Foni, e promosse dal suo vivaio Guglielmo Gabetto e Pietro Rava. Così, la squadra torinese, con il portiere Cesare Valinasso al posto di Combi, raggiunse il primo posto della classifica generale del sesto campionato di calcio a girone unico, il primo a 16 squadre, una settimana dopo l'inizio del torneo con il suo trionfo casalingo per 2 reti a 1 contro il Napoli, ma fu superata alla fine del girone d'andata dalla Fiorentina con una differenza di tre punti. Il campionato diventò una lotta serrata tra i bianconeri, i viola e i nerazzurri dell'Ambrosiana-Inter dalla ventesima giornata fino alla fine del torneo. I piemontesi vinsero il loro quinto scudetto consecutivo all'ultima giornata, grazie a una rete di Giovanni Ferrari a pochi minuti dal termine della gara contro la Fiorentina di Pedro Petrone (1 a 0 il 2 giugno 1935 a Firenze), e per via della sconfitta dell'Ambrosiana contro la Lazio a Roma (un risultato identico a quello del 5 maggio 2002). La Juventus concluse il trentacinquesimo torneo italiano con 44 punti – due di vantaggio sui milanesi, e cinque sui viola –, 45 reti a favore e 22 contro, il migliore blocco difensivo del campionato per la seconda volta nel corso di tre anni. Da notare le 49 partite casalinghe senza soffrire sconfitte della squadra bianconera dal 1933 al 1935.

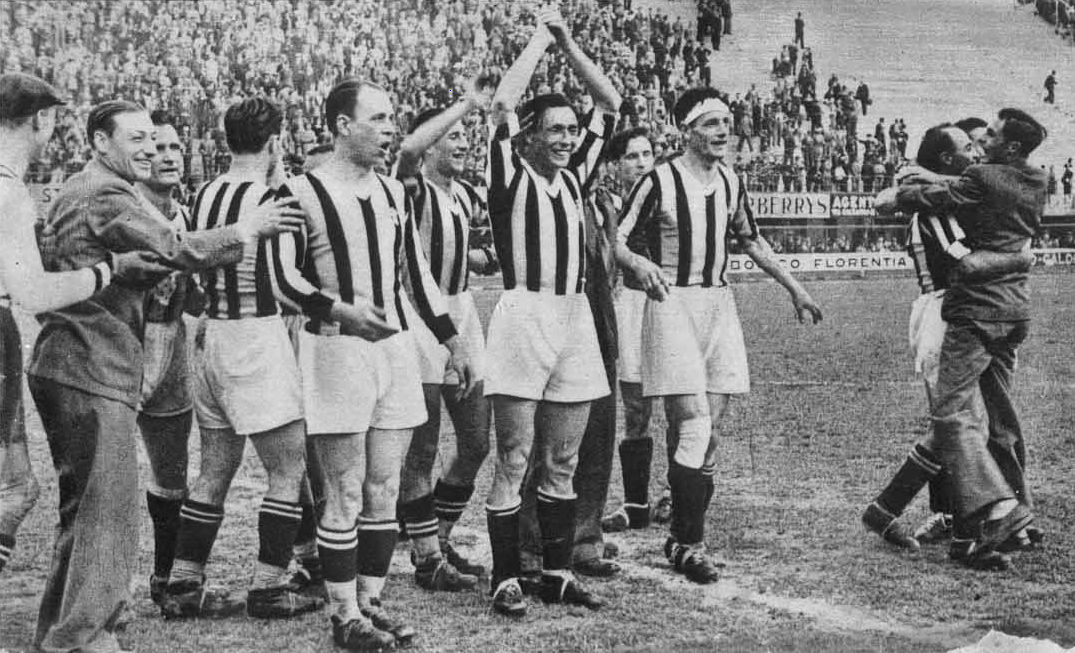
La squadra festeggia sul campo di Firenze il 2 giugno 1935, al termine dell'ultima giornata del campionato 1934-35, per il successo 1-0 sui padroni di casa e conseguente, insperata vittoria del 7º titolo italiano – il 5º e ultimo del Quinquennio

Il giornalista Bruno Roghi raccontò così il quinto scudetto consecutivo bianconero per La Gazzetta dello Sport del 4 giugno 1935:
Emilio De Martino sottolineò invece, in un articolo pubblicato sul Corriere della Sera il 3 giugno del medesimo anno, le varie difficoltà incontrate dalla squadra da inizio stagione:
Nelle due ultime stagioni la Juventus ha raggiunto le semifinali della Coppa dell'Europa Centrale. Dopo aver conquistato il tricolore, Orsi e Cesarini lasciarono la squadra torinese e tornarono alla loro terra natale, l'Argentina, nella primavera del 1935. Ferrari fu acquistato dall'Ambrosiana-Inter e Caligaris fu ceduto al Brescia.
La prematura morte dell'allora presidente della Juventus, Edoardo Agnelli, avvenuta in quell'anno, coincise con la fine del Quinquennio d'oro. Per il resto degli anni 1930 e quasi tutti i successivi anni 1940 la squadra bianconera non riuscì più a riconquistare lo scudetto – giungendo al secondo posto finale nel 1938, e ancora nel triennio dal 1946 al 1948 –, che tornerà sopra le casacche bianconere solamente dopo tre lustri, nel 1950.
In virtù al primato ottenuto in ambito nazionale, la Federazione Italiana Giuoco Calcio (FIGC) conferì alla Juventus la Coppa Umberto Meazza nel 1939.

## Impatto nella società italiana
Il Quinquennio d'oro della Juventus – nome con cui la storiografia italica definì a posteriori l'intero periodo –, oltre a costituire il primo grande ciclo di vittorie di una squadra di calcio italiana dall'istituzione del campionato a girone unico, ebbe un forte impatto sociale nella storia della Nazione precedente alla seconda guerra mondiale, rendendo la squadra bianconera negli anni successivi la fidanzata d'Italia in merito alla diffusione lungo tutta la Penisola sia dei trionfi che della passione e del tifo juventino, che la porteranno a diventare la prima entità sportiva con una tifoseria di carattere «nazionale» in un'epoca dove i tifosi di club erano concentrati nella propria città o, al più, regione d'origine.

I tifosi bianconeri si riversano in massa alla stazione di Torino Porta Nuova nel 1935, per il ritorno a casa della Juventus reduce da una vittoriosa trasferta

L'enorme popolarità della società bianconera all'inizio degli anni 1930, come osservò lo storico torinese Aldo Agosti, «era il risultato di una serie particolare di fattori: un'ineguagliata catena di successi, propiziati e accompagnati da un gioco spettacolare, un contributo decisivo dato alle fortune della rappresentativa nazionale che nel 1934 conquistò la Coppa Rimet [all'epoca nota come Trophée Victoire, antenata dei mondiali], e anche una sapiente costruzione di immagine, che si alimentava di una crescente diffusione delle cronache sportive sui quotidiani». Inoltre, la continua associazione della Juventus a «una classe e uno stile elevati a dignità artistica e ad esempio di cavalleresca sportività» sui mass media nazionali dai primi anni del Quinquennio fu un altro fattore importante per estendere la popolarità del club nel resto del Paese, processo che sarebbe stato compiuto nella prima metà degli anni 1950.
Paradossalmente, come venne segnalato a posteriori dal professore dell'Università di Torino, Giovanni De Luna, un altro motivo per cui durante tale periodo i simpatizzanti di calcio divennero juventini, al di là dell'elemento sportivo, fu l'alternativa che il club bianconero rappresentava – e tuttora rappresenta – al campanilismo insito nelle tradizioni regionali, in quanto era ritenuto uno «strumento di ribellione» contro i capoluoghi locali; un'ideologia che sarebbe andata ad accentuarsi durante la seconda metà del decennio successivo, con il secondo dopoguerra e l'istituzione della Repubblica.
(Gianni Brera, Storia critica del calcio italiano, 1975)

La nazionale italiana del 1934, per la prima volta campione del mondo, con cinque elementi della Juve del Quinquennio tra i titolari – Combi, Monti, Bertolini, Ferrari e Orsi – su nove convocati bianconeri

Oltre alla sua popolarità, la supremazia della Juventus nel calcio italiano e il consenso che suscitava come squadra che rappresentava la totalità della popolazione, in particolare fra coloro che emigrarono a Torino per lavorare nella FIAT durante gli anni 1930, fecero del club la squadra d'Italia, appellativo che ancora identifica la società bianconera principalmente in ambito internazionale. Tali fattori, insieme alla presenza massiccia dei calciatori juventini in nazionale – decisiva nei successi azzurri durante l'era Pozzo, avendo contribuito ad esempio con nove uomini nella vittoria contro l'Ungheria per la Coppa Internazionale del 1933-1935 –, le permisero di ritagliarsi un posto importante nella memoria storica italiana, favorendo quel fenomeno di «nazionalizzazione» a cui il club contribuì con un ruolo decisivo nella formazione di un'identità nazionale attraverso lo sport; cìò pur non essendo mai favorevole né tantomeno gradito all'allora regime mussoliniano «perché aveva nel suo direttivo antifascisti come Mazzonis ed era tra le poche [società] a non imporre ai giocatori la "cimice fascista" sulla giacca della divisa».
Tale processo sfociò nella – ancora vigente – contrapposizione tra il tifo capitolino e quello provinciale, manifestato nei confronti della Juventus sia in un certo livello di avversione presente in alcune città del Nord, quali Milano e Bologna, e del Centro, quali Firenze, sia nell'affetto e l'ammirazione immutata per la squadra bianconera in province come la Brianza, la Romagna, la Piana di Lucca e la Garfagnana; soprattutto, come sostenne il giornalista Gino Palumbo, in regioni lontane da Torino quali il Sud, dove i giocatori bianconeri rappresentarono per la popolazione locale, in particolar modo quella rurale, un sogno di prosperità nonché l'idea di una definitiva riunificazione nazionale attraverso lo sport:
Alcuni storici e saggisti, tra cui il professore De Luna, affermarono che i successi sportivi del club durante la prima metà degli anni 1930, insieme ai trionfi della nazionale, principalmente il titolo mondiale vinto nel 1934, costituirono il fattore determinante nella composizione e ulteriore consolidamento del calcio come fenomeno di massa in Italia. In aggiunta a ciò, il Quinquennio della Juventus fu ritenuto il periodo nella storia dello sport italiano in cui ebbe inizio la decentralizzazione del tifo, sino ad allora radicato a livello locale e/o regionale, un fenomeno sociale che sarebbe consolidato nella seconda metà del XX secolo durante il miracolo economico.

## Retaggio storico
Il Quinquennio della Juventus, ritenuto il primo ciclo d'oro nella storia della società torinese, fu il periodo in cui furono delineati le proprie caratteristiche essenziali: «il generoso patronato della dinastia Agnelli, un singolare spirito sportivo: il Stile Juventus – considerato un modello di rigore, disciplina e stabilità istituito dall'allora presidente Edoardo Agnelli e simboleggiato dall'endiatri nota come dalle 'tre S': «Semplicità, Serietà, Sobrietà» –, un sostegno molto esteso e una corporeità deterritorializzata; e un'invidia [nei confronti del club] altrettanto diffusa».
I successi della società torinese, una delle prime in Italia a essere gestita a livello professionistico, permisero la diffusione sia di un nuovo tipo di gestione a livello dirigenziale che del schema tattico usato dalla squadra al resto di società calcistiche nel Paese «rendendo così tecnicamente e tatticamente omogeneo il calcio italiano (ragione non ultima del suo successo), contribuendo a rendere la Nazionale [...] la regina del calcio mondiale negli anni [millenovecento]trenta», come sostenne lo storico dello sport Antonino Fugardi.

## Statistiche
| Competizione    | Pos. | Pt | G  | V  | N | P | GF | GF/P | GS | GS/P | DR  |
| --------------- | ---- | -- | -- | -- | - | - | -- | ---- | -- | ---- | --- |
| Serie A 1930-31 | 1º   | 55 | 34 | 25 | 5 | 4 | 79 | 2,32 | 37 | 1,09 | +42 |
| Serie A 1931-32 | 1º   | 54 | 34 | 24 | 6 | 4 | 89 | 2,62 | 38 | 1,12 | +51 |
| Serie A 1932-33 | 1º   | 54 | 34 | 25 | 4 | 5 | 83 | 2,44 | 23 | 0,68 | +60 |
| Serie A 1933-34 | 1º   | 53 | 34 | 23 | 7 | 4 | 88 | 2,59 | 31 | 0,91 | +57 |
| Serie A 1934-35 | 1º   | 44 | 30 | 18 | 8 | 4 | 45 | 1,50 | 22 | 0,73 | +23 |

## Elenco di rose
Qui di seguito è riportata la lista di tutte le stagioni della Juventus durante il Quinquennio d'oro:
- Rosa 1930-31

- Rosa 1931-32

- Rosa 1932-33

- Rosa 1933-34

- Rosa 1934-35

## Galleria d'immagini

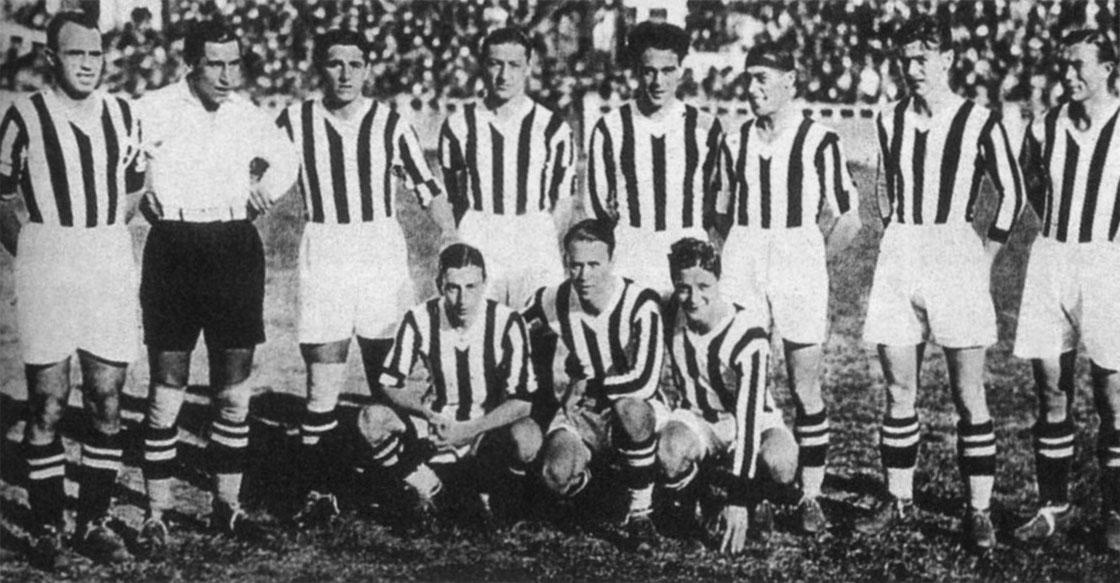
Juventus 1930-31
Juventus 1931-32
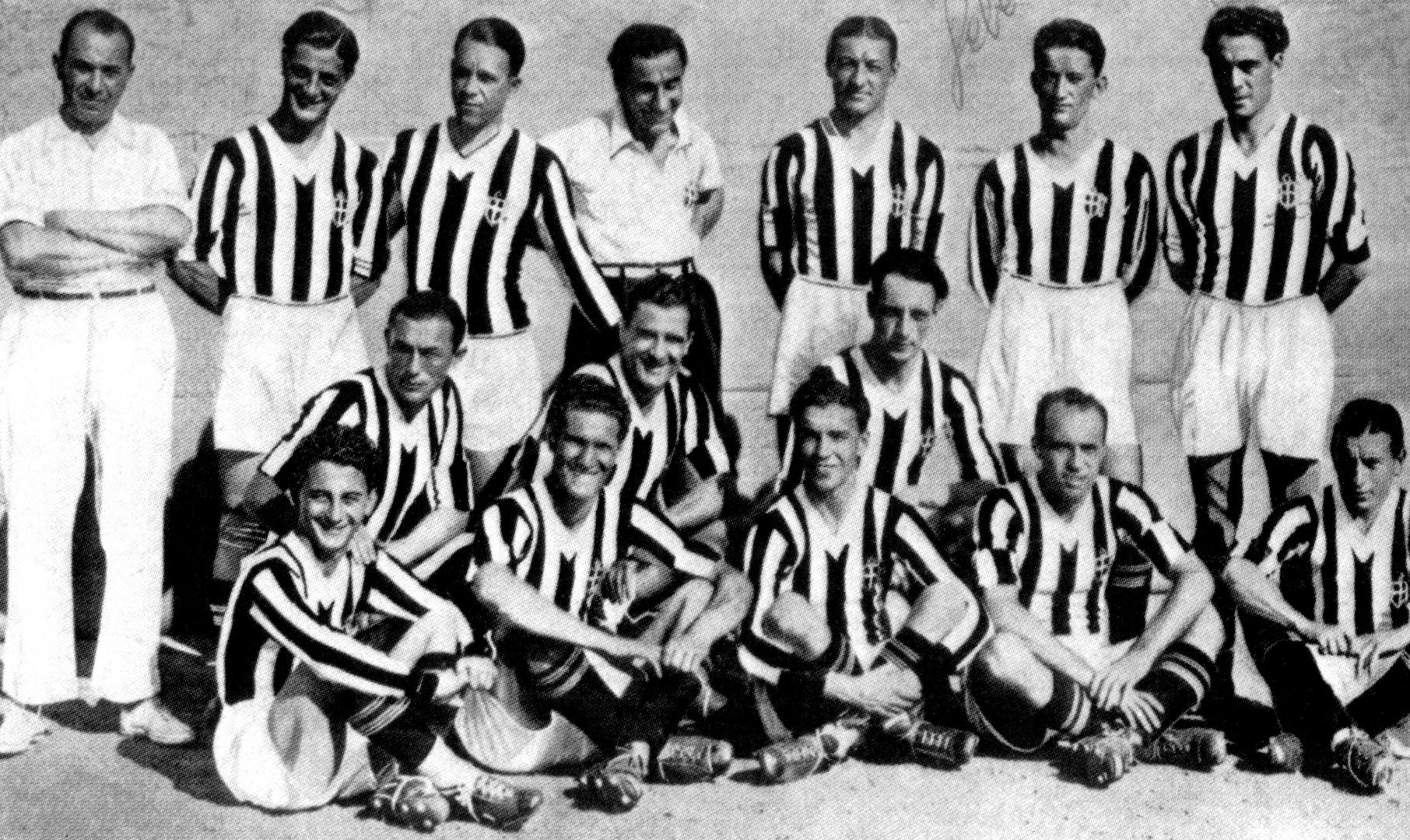
Juventus 1932-33
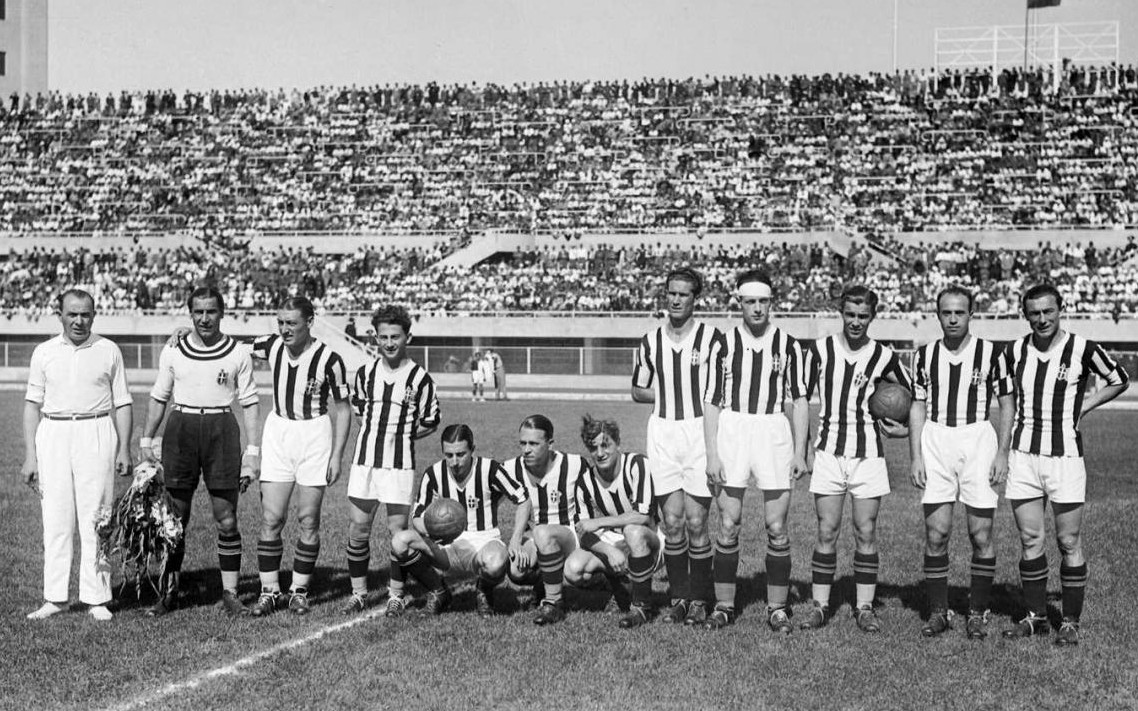
Juventus 1933-34
Juventus 1934-35
Virginio Rosetta, capitano della Juventus dal 1929 al 1935
Carlo Carcano, allenatore della Juventus dal 1930 al 1934
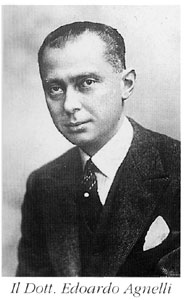
Edoardo Agnelli, presidente della Juventus dal 1923 al 1935